# Louis Vincent Renou de Ballon
Louis Vincent Renou de Ballon est un homme politique français né le 17 juillet 1793 à Ballon (Charente-Inférieure) et mort le 11 février 1863 à Ballon.

## Biographie
Industriel, il fonde en 1824 une raffinerie de sucre. Il est député de la Charente-Maritime de 1837 à 1839, siégeant à l'extrême gauche. Il est commissaire du gouvernement en Charente-Maritime en février 1848 et député de 1848 à 1849, siégeant à gauche.

## Sources
- « Louis Vincent Renou de Ballon », dans Adolphe Robert et Gaston Cougny, Dictionnaire des parlementaires français, Edgar Bourloton, 1889-1891 [détail de l’édition]